# サアーダト・アリー・ハーン2世
サアーダト・アリー・ハーン2世（ヒンディー語: सआदत अली खान, ウルドゥー語: سعادت علی خان, Sa’adat Ali khan II, 1752年2月以降 - 1814年7月11日）は、北インドのアワド太守およびアワド藩王国の君主（在位：1798年 - 1814年）

## 生涯

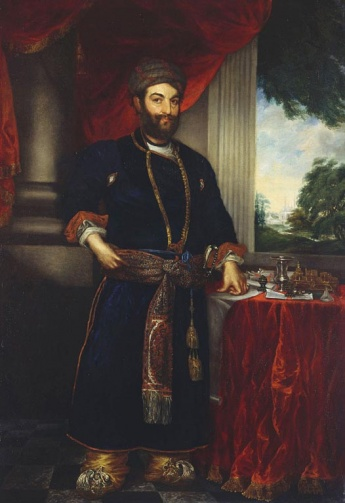
サアーダト・アリー・ハーン2世

1752年2月以降、サアーダト・アリー・ハーンはアワド太守シュジャー・ウッダウラの息子として生まれた。
1798年1月21日、甥のアワド太守ワズィール・アリー・ハーンがイギリスによって廃位されたことにより、サアーダト・アリー・ハーン2世が太守位を継承した。
サアーダト・アリー・ハーン2世は太守位を手にしたものの、父シュジャー・ウッダウラの時代からのイギリス軍の駐留費は増額され続けており、彼の代にその滞納額は莫大な額となっていた。アワドの情勢は危機に瀕するところとなった。
このため、1801年11月10日にサアーダト・アリー・ハーン2世はイギリスと軍事保護条約を締結させられた。この条約ではイギリスの保護軍を増強させる代わりに、ナワーブの軍隊を事実上解体させ、イギリスはアワドの好きな場所に軍隊を駐屯させる権利が与えられた。
また、アワド側は駐留費の滞納を理由に、イギリスにアワドの約半分の領土をイギリスに割譲させられることとなった。このとき、割譲されたのはローヒルカンド地方、アラーハーバード、ファッルハーバード、ファテーガル、カーンプル、ゴーラクプル、アーザムガルなどの都市を含んだ下ドアーブ地方など、アワドの中心地から東西にかけての肥沃な土地であった。
アワドはこれによりかつてない減収に苦しみ、結果的に地方豪族であるタールクダールへの依存を強めた。こうして、アワドはイギリスに従属する藩王国となった（アワド藩王国）。
1814年7月11日、サアーダト・アリー・ハーン2世は死亡し、息子のガーズィー・ウッディーン・ハイダル・ハーンが藩王位を継承した。